# Marele rombihexaedru
În geometrie marele rombihexaedru este un poliedru stelat uniform, cu indicele U21. Are 18 fețe (12 pătrate și 6 octagrame), 48 de laturi și 24 de vârfuri. Un poliedru neconvex are fețe care se intersectează care nu reprezintă laturi sau fețe noi. Doar cele marcate cu sfere aurii sunt vârfuri, iar cele cu linii argintii sunt laturi. Fețele pătrate și fețele octagramice sunt paralele cu cele ale unui cub. Având 18 fețe, este un octadecaedru.
Este reprezentat prin diagramele Coxeter_Dynkin  (cu acoperire dublă a triunghiurilor) sau  (acoperire dublă a pătratelor). Figura vârfului este un patrulater autointersectat. Un poliedru neconvex are fețe care se intersectează care nu reprezintă muchii sau fețe noi. Doar cele marcate cu sfere aurii sunt vârfuri, iar cele cu linii argintii sunt laturi.
Are simbolul Wythoff 2 4/3 (3/2 4/2) |.

## Construcție
Poate fi construit prin amestecul de tip sau exclusiv a trei prisme octogonale.

## Mărimi asociate

### Coordonate carteziene
Având același aranjament al vârfurilor cu marele cubicuboctaedru, coordonatele carteziene ale vârfurilor, centrat în origine, cu lungimea laturii de 2, sunt toate permutările ale
{\displaystyle \left(\,\pm 1,\,\pm 1,\,\pm ({\sqrt {2}}-1)\,\right).}

### Raza sferei circumscrise
Pentru lungimea laturii a raza sferei circumscrise este:
{\displaystyle R={\frac {1}{2}}{\sqrt {5-2{\sqrt {2}}}}\,a\approx 0,736813\,a.}

## Imagini
| Colorare tradițională | Colorare modulo 2 |

## Poliedre înrudite
Are în comun aranjamentul vârfurilor cu cubul trunchiat. În plus, are în comun aranjamentul laturilor cu marele rombicuboctaedru neconvex (având în comun fețele 12 fețe pătrate) și cu marele cubicuboctaedru (având fețele octagramice în comun).

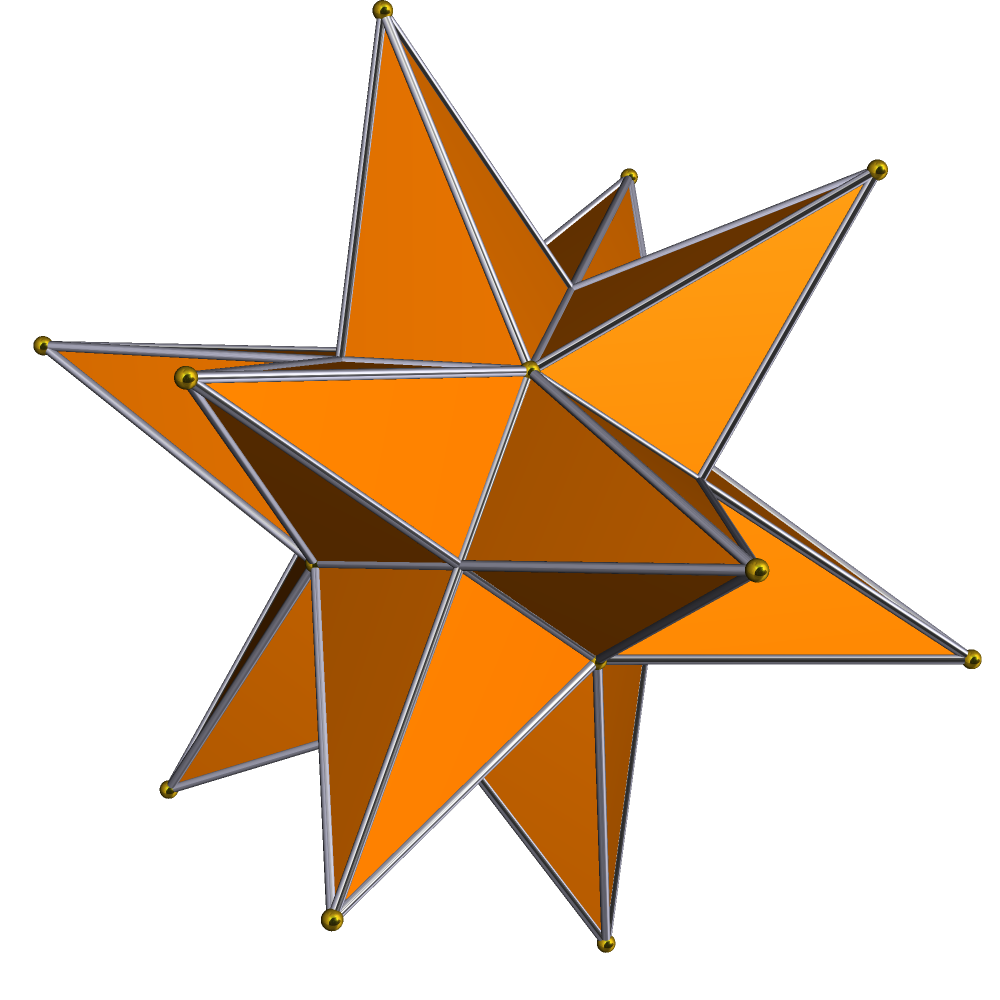
Dual: Marele rombihexacron

| Cub trunchiat | Marele rombicuboctaedru neconvex | Marele cubicuboctaedru | Marele rombihexaedru |

### Poliedru dual
Dualul său este marele rombihexacron.